# Barbara Grosz

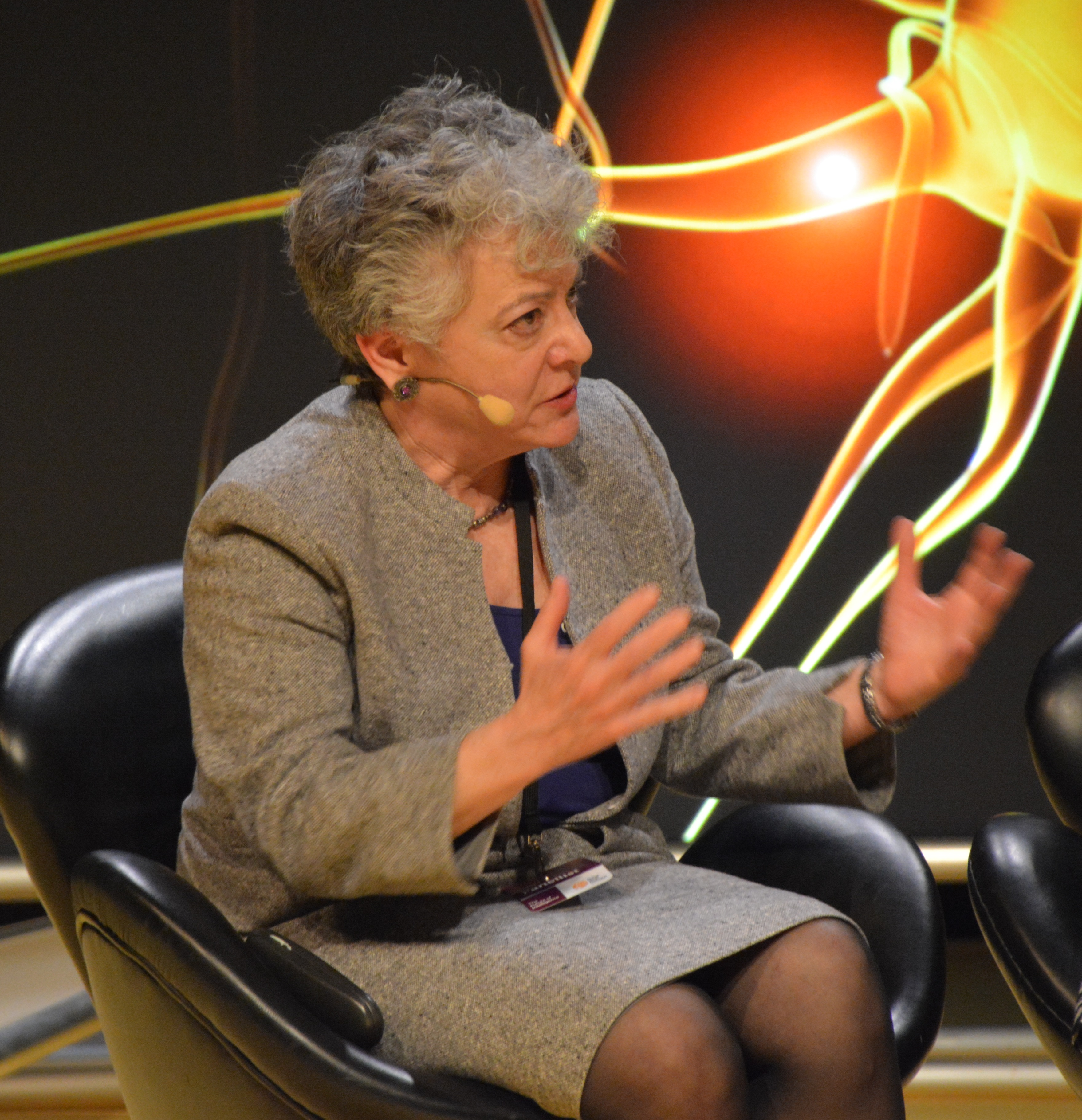
Barbara Grosz

Barbara Jean Grosz (* 21. Juli 1948 in Philadelphia) ist eine US-amerikanische Informatikerin, die sich mit Künstlicher Intelligenz (KI) befasst.
Sie studierte Mathematik an der Cornell University mit dem Bachelor-Abschluss 1969 und an der University of California, Berkeley, mit dem Master-Abschluss 1971 und der Promotion in Informatik bei Martin Graham 1977 (The Representation and Use of Focus in Dialogue Understanding). Ab 1973 forschte sie bei SRI International über KI, wurde dort 1981 Senior Computer Scientist und 1982 Programmdirektorin Natural Language and Representation. 1983 bis 1986 leitete sie ein gemeinsames Forschungsprojekt von SRI International und der Stanford University über natürliche Sprachverarbeitung, war Senior Staff Scientist bei SRI International und 1984/85 Consulting Associate Professor in Stanford. Ab 1986 war sie Gordon McKay Professor für Informatik in Harvard. Sie war dort auch Dekanin am Radcliffe Institute for Advanced Study (2001 bis 2011) und ist dort seit 2001 Higgins Professor of Natural Sciences.
Sie war Gastprofessorin und Gastwissenschaftlerin in Princeton, an der University of Pennsylvania, an der Hebräischen Universität Jerusalem und der Brown University.
Von ihr stammen grundlegende Arbeiten zur Verarbeitung natürlicher Sprachen und Multiagentensysteme. Sie entwickelte frühe Computer-Dialog-Systeme und begründete das Forschungsgebiet der rechnergestützten Modellierung von Diskurs. Auf dem Gebiet der Multiagentensysteme untersuchte sie Modelle der Zusammenarbeit mit Anwendungen auf kollaborative Schnittstellen zum Beispiel in der Gesundheitsfürsorge (Kommunikation und Planung bei der Zusammenarbeit von Ärzten und Patienten).
2015 erhielt sie den IJCAI Award for Research Excellence, 2008 den ACM-AAAI Allen Newell Award (für fundamentale Beiträge zur Forschung auf dem Gebiet der Verarbeitung natürlicher Sprachen und Multi-Agenten-Systemen und ihre Führungsrolle auf dem Gebiet Künstlicher Intelligenz und ihrer Rolle bei der Gründung und Leitung interdisziplinärer Institutionen) und 2001 den Donald E. Walker Distinguished Service Award. 1989 bis 1991 stand sie dem Board of Trustees der IJCAI und war Conference Chair vor.
Sie ist Mitglied der National Academy of Engineering, der American Academy of Arts and Sciences und der American Philosophical Society, Fellow der Royal Society of Edinburgh, der Association for the Advancement of Artificial Intelligence (AAAI), deren Präsidentin sie 1993 bis 1995 war, der Association for Computing Machinery und der American Association for the Advancement of Science.

## Schriften (Auswahl)
- Collaborative Systems (AAAI Presidential Address), AI Magazine, Band 17, 1996, Nr. 2, S. 67–85
- mit Sarit Kraus: Collaborative Plans for Complex Group Action, Artificial Intelligence, Band 86, 1996, S. 269–357
- mit C. R. Perrault: Natural Language Interfaces, Annual Review of Computer Science, Band 1, 1986, S. 47–82
- Discourse Knowledge, in Donald Walker (Hrsg.), Understanding Spoken Language, North Holland 1978, S. 229–355
- mit F. C. Perreira (Hrsg.), Natural Language Processing, MIT Press 1994